# Palmarès du double mixte des Internationaux d'Australie
Pour un article plus général, voir Open d'Australie.
Ce tableau présente le palmarès du double mixte des internationaux d'Australie depuis la première apparition en 1922 d'un tableau de double mixte au championnat d'Australasie de tennis, prédécesseur de l'actuel Open d'Australie.

## Palmarès
| No       | Date       | Nom et lieu du tournoi               | Catégorie                      | Dotation                       | Surface                        | Vainqueures                          | Finalistes                              | Score                          |                                |
| -------- | ---------- | ------------------------------------ | ------------------------------ | ------------------------------ | ------------------------------ | ------------------------------------ | --------------------------------------- | ------------------------------ | ------------------------------ |
| 1        | 01-12-1922 | Australasian Championships Sydney    | G. Chelem                      | NC                             | Gazon (ext.)                   | Esna Boyd John Hawkes                | Gwen Utz H.S. Utz                       | 6-1, 6-1                       | Tableau                        |
| 2        | 11-08-1923 | Australasian Championships Brisbane  | G. Chelem                      | NC                             | Gazon (ext.)                   | Sylvia Lance Harper Horace Rice      | Margaret Molesworth Bert St. John       | 2-6, 6-4, 6-4                  | Tableau                        |
| 3        | 18-01-1924 | Australasian Championships Melbourne | G. Chelem                      | NC                             | Gazon (ext.)                   | Daphne Akhurst Jim Willard           | Esna Boyd Gar Hone                      | 6-3, 6-4                       | Tableau                        |
| 4        | 24-01-1925 | Australasian Championships Sydney    | G. Chelem                      | NC                             | Gazon (ext.)                   | Daphne Akhurst Aubrey Willard        | Sylvia Lance Harper Richard Schlesinger | 6-4, 6-4                       | Tableau                        |
| 5        | 23-01-1926 | Australasian Championships Adélaïde  | G. Chelem                      | NC                             | Gazon (ext.)                   | Esna Boyd John Hawkes                | Daphne Akhurst Jim Willard              | 6-1, 6-4                       | Tableau                        |
| 6        | 22-01-1927 | Australian Championships Melbourne   | G. Chelem                      | NC                             | Gazon (ext.)                   | Esna Boyd John Hawkes                | Youtha Anthony Jim Willard              | 6-1, 6-3                       | Tableau                        |
| 7        | 21-01-1928 | Australian Championships Sydney      | G. Chelem                      | NC                             | Gazon (ext.)                   | Daphne Akhurst Jean Borotra          | Esna Boyd John Hawkes                   | Forfait                        | Tableau                        |
| 8        | 19-01-1929 | Australian Championships Adélaïde    | G. Chelem                      | NC                             | Gazon (ext.)                   | Daphne Akhurst Edgar Moon            | Marjorie Cox Crawford Jack Crawford     | 6-0, 7-5                       | Tableau                        |
| 9        | 18-01-1930 | Australian Championships Melbourne   | G. Chelem                      | NC                             | Gazon (ext.)                   | Nell Hall Hopman Harry Hopman        | Marjorie Cox Crawford Jack Crawford     | 11-9, 3-6, 6-3                 | Tableau                        |
| 10       | 27-02-1931 | Australian Championships Sydney      | G. Chelem                      | NC                             | Gazon (ext.)                   | Marjorie Cox Crawford Jack Crawford  | Emily Hood Westacott Aubrey Willard     | 7-5, 6-4                       | Tableau                        |
| 11       | 08-02-1932 | Australian Championships Adélaïde    | G. Chelem                      | NC                             | Gazon (ext.)                   | Marjorie Cox Crawford Jack Crawford  | Meryl O'Hara Wood Jirō Sato             | 6-8, 8-6, 6-3                  | Tableau                        |
| 12       | 21-01-1933 | Australian Championships Melbourne   | G. Chelem                      | NC                             | Gazon (ext.)                   | Marjorie Cox Crawford Jack Crawford  | Marjorie Gladman Ellsworth Vines        | 3-6, 7-5, 13-11                | Tableau                        |
| 13       | 18-01-1934 | Australian Championships Sydney      | G. Chelem                      | NC                             | Gazon (ext.)                   | Joan Hartigan Edgar Moon             | Emily Hood Westacott Roy Dunlop         | 6-3, 6-4                       | Tableau                        |
| 14       | 05-01-1935 | Australian Championships Melbourne   | G. Chelem                      | NC                             | Gazon (ext.)                   | Louise Bickerton Christian Boussus   | Dorothy Round Fred Perry                | 1-6, 6-3, 6-3                  | Tableau                        |
| 15       | 20-01-1936 | Australian Championships Adélaïde    | G. Chelem                      | NC                             | Gazon (ext.)                   | Nell Hall Hopman Harry Hopman        | May Blick Abe Kay                       | 6-2, 6-0                       | Tableau                        |
| 16       | 22-01-1937 | Australian Championships Sydney      | G. Chelem                      | NC                             | Gazon (ext.)                   | Nell Hall Hopman Harry Hopman        | Dorothy Stevenson Donald Turnbull       | 3-6, 6-3, 6-2                  | Tableau                        |
| 17       | 21-01-1938 | Australian Championships Adélaïde    | G. Chelem                      | NC                             | Gazon (ext.)                   | Margaret Wilson John Bromwich        | Nancye Wynne Colin Long                 | 6-3, 6-2                       | Tableau                        |
| 18       | 20-01-1939 | Australian Championships Melbourne   | G. Chelem                      | NC                             | Gazon (ext.)                   | Nell Hall Hopman Harry Hopman        | Margaret Wilson John Bromwich           | 6-8, 6-2, 6-3                  | Tableau                        |
| 19       | 19-01-1940 | Australian Championships Sydney      | G. Chelem                      | NC                             | Gazon (ext.)                   | Nancye Wynne Colin Long              | Nell Hall Hopman Harry Hopman           | 7-5, 2-6, 6-4                  | Tableau                        |
| 20       | 19-01-1946 | Australian Championships Adélaïde    | G. Chelem                      | NC                             | Gazon (ext.)                   | Nancye Wynne Bolton Colin Long       | Joyce Fitch John Bromwich               | 6-0, 6-4                       | Tableau                        |
| 21       | 18-01-1947 | Australian Championships Sydney      | G. Chelem                      | NC                             | Gazon (ext.)                   | Nancye Wynne Bolton Colin Long       | Joyce Fitch John Bromwich               | 6-3, 6-3                       | Tableau                        |
| 22       | 16-01-1948 | Australian Championships Melbourne   | G. Chelem                      | NC                             | Gazon (ext.)                   | Nancye Wynne Bolton Colin Long       | Thelma Coyne Long Bill Sidwell          | 7-5, 4-6, 8-6                  | Tableau                        |
| 23       | 22-01-1949 | Australian Championships Adélaïde    | G. Chelem                      | NC                             | Gazon (ext.)                   | Doris Hart Frank Sedgman             | Joyce Fitch John Bromwich               | 6-1, 5-7, 12-10                | Tableau                        |
| 24       | 20-01-1950 | Australian Championships Melbourne   | G. Chelem                      | NC                             | Gazon (ext.)                   | Doris Hart Frank Sedgman             | Joyce Fitch Eric Sturgess               | 8-6, 6-4                       | Tableau                        |
| 25       | 20-01-1951 | Australian Championships Sydney      | G. Chelem                      | NC                             | Gazon (ext.)                   | Thelma Coyne Long George Worthington | Clare Proctor Jack May                  | 6-4, 3-6, 6-2                  | Tableau                        |
| 26       | 18-01-1952 | Australian Championships Adélaïde    | G. Chelem                      | NC                             | Gazon (ext.)                   | Thelma Coyne Long George Worthington | Gwen Thiele Tom Warhurst                | 9-7, 7-5                       | Tableau                        |
| 27       | 08-01-1953 | Australian Championships Melbourne   | G. Chelem                      | NC                             | Gazon (ext.)                   | Julia Sampson Rex Hartwig            | Maureen Connolly Hamilton Richardson    | 6-4, 6-3                       | Tableau                        |
| 28       | 22-01-1954 | Australian Championships Sydney      | G. Chelem                      | NC                             | Gazon (ext.)                   | Thelma Coyne Long Rex Hartwig        | Beryl Penrose John Bromwich             | 4-6, 6-1, 6-2                  | Tableau                        |
| 29       | 21-01-1955 | Australian Championships Adélaïde    | G. Chelem                      | NC                             | Gazon (ext.)                   | Thelma Coyne Long George Worthington | Jenny Staley Lew Hoad                   | 6-2, 6-1                       | Tableau                        |
| 30       | 20-01-1956 | Australian Championships Brisbane    | G. Chelem                      | NC                             | Gazon (ext.)                   | Beryl Penrose Neale Fraser           | Mary Bevis Hawton Roy Emerson           | 6-2, 6-4                       | Tableau                        |
| 31       | 18-01-1957 | Australian Championships Melbourne   | G. Chelem                      | NC                             | Gazon (ext.)                   | Fay Muller Malcolm Anderson          | Jill Langley William Knight             | 7-5, 3-6, 6-1                  | Tableau                        |
| 32       | 17-01-1958 | Australian Championships Sydney      | G. Chelem                      | NC                             | Gazon (ext.)                   | Mary Bevis Hawton Robert Howe        | Angela Mortimer Peter Newman            | 6-1, 6-2                       | Tableau                        |
| 33       | 16-01-1959 | Australian Championships Adélaïde    | G. Chelem                      | NC                             | Gazon (ext.)                   | Sandra Reynolds Bob Mark             | Renee Schuurman Rod Laver               | 4-6, 13-11, 6-1                | Tableau                        |
| 34       | 22-01-1960 | Australian Championships Brisbane    | G. Chelem                      | NC                             | Gazon (ext.)                   | Jan Lehane Trevor Fancutt            | Mary Carter Reitano Bob Mark            | 6-2, 7-5                       | Tableau                        |
| 35       | 17-01-1961 | Australian Championships Melbourne   | G. Chelem                      | NC                             | Gazon (ext.)                   | Jan Lehane Bob Hewitt                | Mary Carter Reitano John Pearce         | 9-7, 6-2                       | Tableau                        |
| 36       | 15-01-1962 | Australian Championships Sydney      | G. Chelem                      | NC                             | Gazon (ext.)                   | Lesley Turner Fred Stolle            | Darlene Hard Roger Taylor               | 6-3, 9-7                       | Tableau                        |
| 37       | 09-01-1963 | Australian Championships Adélaïde    | G. Chelem                      | NC                             | Gazon (ext.)                   | Margaret Smith Ken Fletcher          | Lesley Turner Fred Stolle               | 7-5, 5-7, 6-4                  | Tableau                        |
| 38       | 13-01-1964 | Australian Championships Brisbane    | G. Chelem                      | NC                             | Gazon (ext.)                   | Margaret Smith Ken Fletcher          | Jan Lehane Mike Sangster                | 6-3, 6-2                       | Tableau                        |
| 39       | 22-01-1965 | Australian Championships Melbourne   | G. Chelem                      | NC                             | Gazon (ext.)                   | Robyn Ebbern Owen Davidson           | Margaret Smith John Newcombe            | Partage                        | Tableau                        |
| 40       | 21-01-1966 | Australian Championships Sydney      | G. Chelem                      | NC                             | Gazon (ext.)                   | Judy Tegart Tony Roche               | Robyn Ebbern Bill Bowrey                | 6-1, 6-3                       | Tableau                        |
| 41       | 20-01-1967 | Australian Championships Adélaïde    | G. Chelem                      | NC                             | Gazon (ext.)                   | Lesley Turner Owen Davidson          | Judy Tegart Tony Roche                  | 9-7, 6-4                       | Tableau                        |
| 42       | 19-01-1968 | Australian Championships Melbourne   | G. Chelem                      | NC                             | Gazon (ext.)                   | Billie Jean King Dick Crealy         | Margaret Smith Court Allan Stone        | Forfait                        | Tableau                        |
| Ère Open |            |                                      |                                |                                |                                |                                      |                                         |                                |                                |
| 43       | 20-01-1969 | Australian Open Brisbane             | G. Chelem                      | NC                             | Gazon (ext.)                   | Margaret Smith Court Marty Riessen   | Ann Haydon-Jones Fred Stolle            | NC                             | Tableau                        |
|          | 1970-1986  | Pas de tableau de double mixte       | Pas de tableau de double mixte | Pas de tableau de double mixte | Pas de tableau de double mixte | Pas de tableau de double mixte       | Pas de tableau de double mixte          | Pas de tableau de double mixte | Pas de tableau de double mixte |
| 44       | 12-01-1987 | Ford Australian Open Melbourne       | G. Chelem                      | 695 161 $                      | Gazon (ext.)                   | Zina Garrison Sherwood Stewart       | Anne Hobbs Andrew Castle                | 3-6, 7-65, 6-3                 | Tableau                        |
| 45       | 11-01-1988 | Ford Australian Open Melbourne       | G. Chelem                      | 711 450 $                      | Dur (ext.)                     | Jana Novotná Jim Pugh                | Martina Navrátilová Tim Gullikson       | 5-7, 6-2, 6-4                  | Tableau                        |
| 46       | 16-01-1989 | Ford Australian Open Melbourne       | G. Chelem                      | 937 882 $                      | Dur (ext.)                     | Jana Novotná Jim Pugh                | Zina Garrison Sherwood Stewart          | 6-3, 6-4                       | Tableau                        |
| 47       | 15-01-1990 | Ford Australian Open Melbourne       | G. Chelem                      | 1 220 160 $                    | Dur (ext.)                     | Natasha Zvereva Jim Pugh             | Zina Garrison Rick Leach                | 4-6, 6-2, 6-3                  | Tableau                        |
| 48       | 14-01-1991 | Ford Australian Open Melbourne       | G. Chelem                      | 2 000 000 $                    | Dur (ext.)                     | Jo Durie Jeremy Bates                | Robin White Scott Davis                 | 2-6, 6-4, 6-4                  | Tableau                        |
| 49       | 13-01-1992 | Ford Australian Open Melbourne       | G. Chelem                      | 2 000 000 $                    | Dur (ext.)                     | Nicole Provis Mark Woodforde         | Arantxa Sánchez Todd Woodbridge         | 6-3, 4-6, 11-9                 | Tableau                        |
| 50       | 18-01-1993 | Ford Australian Open Melbourne       | G. Chelem                      | 2 400 000 $                    | Dur (ext.)                     | Arantxa Sánchez Todd Woodbridge      | Zina Garrison Rick Leach                | 7-5, 6-4                       | Tableau                        |
| 51       | 17-01-1994 | Ford Australian Open Melbourne       | G. Chelem                      | 2 426 000 $                    | Dur (ext.)                     | Larisa Neiland Andreï Olhovskiy      | Helena Suková Todd Woodbridge           | 7-5, 6-70, 6-2                 | Tableau                        |
| 52       | 16-01-1995 | Ford Australian Open Melbourne       | G. Chelem                      | 2 738 000 $                    | Dur (ext.)                     | Natasha Zvereva Rick Leach           | Gigi Fernández Cyril Suk                | 7-64, 6-73, 6-4                | Tableau                        |
| 53       | 15-01-1996 | Ford Australian Open Melbourne       | G. Chelem                      | 3 970 600 $                    | Dur (ext.)                     | Larisa Neiland Mark Woodforde        | Nicole Arendt Luke Jensen               | 4-6, 7-5, 6-0                  | Tableau                        |
| 54       | 13-01-1997 | Ford Australian Open Melbourne       | G. Chelem                      | 4 058 100 $                    | Dur (ext.)                     | Manon Bollegraf Rick Leach           | Larisa Neiland John-Laffnie de Jager    | 6-3, 6-75, 7-5                 | Tableau                        |
| 55       | 19-01-1998 | Australian Open Melbourne            | G. Chelem                      | 4 058 100 $                    | Dur (ext.)                     | Venus Williams Justin Gimelstob      | Helena Suková Cyril Suk                 | 6-2, 6-1                       | Tableau                        |
| 56       | 18-01-1999 | Australian Open Melbourne            | G. Chelem                      | 3 040 620 $                    | Dur (ext.)                     | Mariaan de Swardt David Adams        | Serena Williams Max Mirnyi              | 6-4, 4-6, 7-65                 | Tableau                        |
| 57       | 17-01-2000 | Australian Open Melbourne            | G. Chelem                      | 3 544 313 $                    | Dur (ext.)                     | Rennae Stubbs Jared Palmer           | Arantxa Sánchez Todd Woodbridge         | 7-5, 7-63                      | Tableau                        |
| 58       | 15-01-2001 | Australian Open Melbourne            | G. Chelem                      | 3 569 290 $                    | Dur (ext.)                     | Corina Morariu Ellis Ferreira        | Barbara Schett Joshua Eagle             | 6-1, 6-3                       | Tableau                        |
| 59       | 14-01-2002 | Australian Open Melbourne            | G. Chelem                      | 3 942 915 $                    | Dur (ext.)                     | Daniela Hantuchová Kevin Ullyett     | Paola Suárez Gastón Etlis               | 6-3, 6-2                       | Tableau                        |
| 60       | 13-01-2003 | Australian Open Melbourne            | G. Chelem                      | 4 838 625 $                    | Dur (ext.)                     | Martina Navrátilová Leander Paes     | Eléni Daniilídou Todd Woodbridge        | 6-4, 7-5                       | Tableau                        |
| 61       | 19-01-2004 | Australian Open Melbourne            | G. Chelem                      | 5 590 310 $                    | Dur (ext.)                     | Elena Bovina Nenad Zimonjić          | Martina Navrátilová Leander Paes        | 6-1, 7-63                      | Tableau                        |
| 62       | 17-01-2005 | Australian Open Melbourne            | G. Chelem                      | 5 952 601 $                    | Dur (ext.)                     | Samantha Stosur Scott Draper         | Liezel Huber Kevin Ullyett              | 6-2, 2-6, [10-6]               | Tableau                        |
| 63       | 16-01-2006 | Australian Open Melbourne            | G. Chelem                      | 6 137 580 $                    | Dur (ext.)                     | Martina Hingis Mahesh Bhupathi       | Elena Likhovtseva Daniel Nestor         | 6-3, 6-3                       | Tableau                        |
| 64       | 15-01-2007 | Australian Open Melbourne            | G. Chelem                      | 6 737 973 $                    | Dur (ext.)                     | Elena Likhovtseva Daniel Nestor      | Victoria Azarenka Max Mirnyi            | 6-4, 6-4                       | Tableau                        |
| 65       | 14-01-2008 | Australian Open Melbourne            | G. Chelem                      | 8 000 000 $                    | Dur (ext.)                     | Sun Tiantian Nenad Zimonjić          | Sania Mirza Mahesh Bhupathi             | 7-64, 6-4                      | Tableau                        |
| 66       | 19-01-2009 | Australian Open Melbourne            | G. Chelem                      | 7 262 973 $                    | Dur (ext.)                     | Sania Mirza Mahesh Bhupathi          | Nathalie Dechy Andy Ram                 | 6-3, 6-1                       | Tableau                        |
| 67       | 18-01-2010 | Australian Open Melbourne            | G. Chelem                      | 9 264 098 $                    | Dur (ext.)                     | Cara Black Leander Paes              | Ekaterina Makarova Jaroslav Levinský    | 7-5, 6-3                       | Tableau                        |
| 68       | 17-01-2011 | Australian Open Melbourne            | G. Chelem                      | 10 366 780 $                   | Dur (ext.)                     | Katarina Srebotnik Daniel Nestor     | Chan Yung-Jan Paul Hanley               | 6-3, 3-6, [10-7]               | Tableau                        |
| 69       | 16-01-2012 | Australian Open Melbourne            | G. Chelem                      | 12 122 762 $                   | Dur (ext.)                     | Bethanie Mattek-Sands Horia Tecău    | Elena Vesnina Leander Paes              | 6-3, 5-7, [10-3]               | Tableau                        |
| 70       | 14-01-2013 | Australian Open Melbourne            | G. Chelem                      | 13 712 772 $                   | Dur (ext.)                     | Jarmila Gajdošová Matthew Ebden      | Lucie Hradecká František Čermák         | 6-3, 7-5                       | Tableau                        |
| 71       | 13-01-2014 | Australian Open Melbourne            | G. Chelem                      | 13 615 654 $                   | Dur (ext.)                     | Kristina Mladenovic Daniel Nestor    | Sania Mirza Horia Tecău                 | 6-3, 6-2                       | Tableau                        |
| 72       | 19-01-2015 | Australian Open Melbourne            | G. Chelem                      | 13 916 572 $                   | Dur (ext.)                     | Martina Hingis Leander Paes          | Kristina Mladenovic Daniel Nestor       | 6-4, 6-3                       | Tableau                        |
| 73       | 18-01-2016 | Australian Open Melbourne            | G. Chelem                      | 19 703 000 $                   | Dur (ext.)                     | Elena Vesnina Bruno Soares           | Coco Vandeweghe Horia Tecău             | 6-4, 4-6, [10-5]               | Tableau                        |
| 74       | 16-01-2017 | Australian Open Melbourne            | G. Chelem                      | 22 624 000 $                   | Dur (ext.)                     | Abigail Spears Juan Sebastián Cabal  | Sania Mirza Ivan Dodig                  | 6-2, 6-4                       | Tableau                        |
| 75       | 19-01-2018 | Australian Open Melbourne            | G. Chelem                      | 25 096 000 $                   | Dur (ext.)                     | Gabriela Dabrowski Mate Pavić        | Tímea Babos Rohan Bopanna               | 2-6, 6-4, [11-9]               | Tableau                        |
| 76       | 18-01-2019 | Australian Open Melbourne            | G. Chelem                      | 500 000 $                      | Dur (ext.)                     | Barbora Krejčíková Rajeev Ram        | Astra Sharma John-Patrick Smith         | 7-63, 6-1                      | Tableau                        |
| 77       | 20-01-2020 | Australian Open Melbourne            | G. Chelem                      | 682 000 $                      | Dur (ext.)                     | Barbora Krejčíková Nikola Mektić     | Bethanie Mattek-Sands Jamie Murray      | 5-7, 6-4, [10-1]               | Tableau                        |
| 78       | 12-02-2021 | Australian Open Melbourne            | G. Chelem                      | 617 000 $                      | Dur (ext.)                     | Barbora Krejčíková Rajeev Ram        | Samantha Stosur Matthew Ebden           | 6-1, 6-4                       | Tableau                        |
| 79       | 20-01-2022 | Australian Open Melbourne            | G. Chelem                      | 635 750 $                      | Dur (ext.)                     | Kristina Mladenovic Ivan Dodig       | Jaimee Fourlis Jason Kubler             | 6-3, 6-4                       | Tableau                        |
| 80       | 20-01-2023 | Australian Open Melbourne            | G. Chelem                      | 650 000 AU$                    | Dur (ext.)                     | Luisa Stefani Rafael Matos           | Sania Mirza Rohan Bopanna               | 7-62, 6-2                      | Tableau                        |
| 81       | 19-01-2024 | Australian Open Melbourne            | G. Chelem                      | 681 600 AU$                    | Dur (ext.)                     | Hsieh Su-wei Jan Zieliński           | Desirae Krawczyk Neal Skupski           | 65-7, 6-4, [11-9]              | Tableau                        |